# Ginástica artística nos Jogos Pan-Americanos de 2019 - Salto masculino
A competição de salto sobre a mesa masculino foi um dos eventos da ginástica artística nos Jogos Pan-Americanos de 2019. Foi disputada no Polideportivo Villa El Salvador no dia 31 de julho. 

## Calendário
Horário local (UTC-5).
| Data        | Horário | Fase  |
| ----------- | ------- | ----- |
| 31 de julho | 13:00   | Final |

## Medalhistas
| Ouro   | DOM Audrys Nin           |
| Prata  | GUA Jorge Alfredo Vega   |
| Bronze | CUB Alejandro de la Cruz |

## Resultados

### Qualificação
| Pos. | Ginasta                  | Resultado | Notas |
| ---- | ------------------------ | --------- | ----- |
| 1    | GUA Jorge Alfredo Vega   | 14.675    | Q     |
| 2    | DOM Audrys Nin           | 14.425    | Q     |
| 3    | BRA Luís Guilherme Porto | 14.300    | Q     |
| 4    | PUR José Antonio López   | 14.225    | Q     |
| 5    | MEX Fabian de Luna       | 14.175    | Q     |
| 6    | COL José David Toro      | 14.125    | Q     |
| 7    | CUB Alejandro de la Cruz | 13.850    | Q     |
| 8    | CUB Randy José Lerú      | 13.700    | Q     |
| 9    | ARG Daniel Villafañe     | 13.675    | R     |
| 10   | PER Daniel Agüero        | 13.625    | R     |
| 11   | URU Victor Rostagno      | 13.625    | R     |

### Final
| Pos.              | Ginasta                  | Resultado | Notas |
| ----------------- | ------------------------ | --------- | ----- |
| Medalha de ouro   | DOM Audrys Nin           | 14.600    |       |
| Medalha de prata  | GUA Jorge Alfredo Vega   | 14.166    |       |
| Medalha de bronze | CUB Alejandro de la Cruz | 14.100    |       |
| 4                 | MEX Fabian de Luna       | 13.966    |       |
| 5                 | PUR Jose Antonio Lopez   | 13.933    |       |
| 6                 | COL José David Toro      | 13.766    |       |
| 7                 | BRA Luís Guilherme Porto | 13.733    |       |
| 8                 | CUB Randy José Lerú      | 13.166    |       |